# 阿卡出國去
阿卡出國去（英語：An Idiot Abroad），由英國製作的旅遊節目系列，最早在Sky1與科学频道播出，之後也在TLC旅遊生活頻道播出。在節目播出後，它的內容被集結成書，由Canongate Books出版。這個節目由喜劇演員瑞奇·葛文斯（Ricky Gervais）與斯蒂芬·默切特發想製作，由卡爾·皮金頓（Karl Pilkington）演出。節目的主軸是因為卡爾·皮金頓不喜歡旅遊，從未離開英國，其好友瑞奇·葛文斯與斯蒂芬·默切特決定強迫讓他到不同國家體驗，以記錄他的沿途抱怨與糗事。

## 內容
在2010年9月23日，首次以「卡爾·皮金頓的世界七大不可思議」（Karl Pilkington's Seven Wonders Of The World）為節目名稱，在Sky1播出。卡爾·皮金頓依照旅遊手冊，一一參訪世界新七大奇迹。
在這系列節目結束後，出版了《卡爾·皮金頓的旅遊日記》（The Travel Diaries Of Karl Pilkington）。
因為第一個系列的成功，又接下來製作同一系列的節目，同樣以卡爾·皮金頓為主角。

## 播放系列
- 系列1：世界七大奇景（Series 1 – The Seven Wonders）
- 系列2：（Series 2 – The Bucket List）
- 系列3：（Series 3 – The Short Way Round）

## 外部連結
- 阿卡出國去官方首頁